# Иден (Вайоминг)
Иден (англ. Eden) — статистически обособленная местность, расположенная в округе Суитуотер (штат Вайоминг, США) с населением в 388 человек по статистическим данным переписи 2000 года.

## География
По данным Бюро переписи населения США, статистически обособленная местность Иден имеет общую площадь в 173,53 квадратных километров, водных ресурсов в черте населённого пункта не имеется.
Статистически обособленная местность Иден расположена на высоте 2016 метров над уровнем моря.
Средняя температура июля составляет 62,9 °F (17,2 °С) со средним максимумом 82,8 °F (28,2 °С), средняя температура января — 10,0 °F (−12,2 °С) со средним минимумом −2,4 °F (−19,1 °С).

## Демография
По данным переписи населения 2000 года, в Идене проживало 388 человек, 110 семей, насчитывалось 142 домашних хозяйства и 193 жилых дома. Средняя плотность населения составляла около 2,2 человек на один квадратный километр. Расовый состав Идена по данным переписи распределился следующим образом: 97,16 % белых, 1,55 % — коренных американцев, 1,03 % — представителей смешанных рас, 0,26 % — других народностей. Испаноговорящие составили 2,84 % от всех жителей статистически обособленной местности.
Из 142 домашних хозяйств в 35,9 % — воспитывали детей в возрасте до 18 лет, 69,0 % представляли собой совместно проживающие супружеские пары, в 6,3 % семей женщины проживали без мужей, 22,5 % не имели семей. 18,3 % от общего числа семей на момент переписи жили самостоятельно, при этом 4,2 % составили одинокие пожилые люди в возрасте 65 лет и старше. Средний размер домашнего хозяйства составил 2,73 человек, а средний размер семьи — 3,06 человек.
Население статистически обособленной местности по возрастному диапазону по данным переписи 2000 года распределилось следующим образом: 27,8 % — жители младше 18 лет, 8,5 % — между 18 и 24 годами, 31,4 % — от 25 до 44 лет, 26,5 % — от 45 до 64 лет и 5,7 % — в возрасте 65 лет и старше. Средний возраст жителей составил 37 лет. На каждые 100 женщин в Идене приходилось 105,3 мужчин, при этом на каждые сто женщин 18 лет и старше приходилось 110,5 мужчин также старше 18 лет.
Средний доход на одно домашнее хозяйство в статистически обособленной местности составил 52 625 долларов США, а средний доход на одну семью — 55 833 доллара. При этом мужчины имели средний доход в 46 000 долларов США в год против 20 250 долларов среднегодового дохода у женщин. Доход на душу населения в статистически обособленной местности составил 18 392 доллара в год. 15,5 % от всего числа семей в округе и 17,6 % от всей численности населения находилось на момент переписи населения за чертой бедности, при этом 29,2 % из них были моложе 18 лет.